# ۱۵۸۱ (میلادی)
۱۵۸۱ (میلادی) هزار و پانصد و هشتاد و یکمین سال تقویم میلادی است.

## درگذشتگان
‎